# Bekond
Bekond es un municipio situado en el distrito de Tréveris-Saarburg, en el estado federado de Renania-Palatinado (Alemania). Tiene una población estimada, a fines de 2020, de 971 habitantes.
Está ubicado al oeste del estado, cerca de la ciudad de Tréveris, de la orilla del río Mosela —uno de los principales afluentes del Rin— y de la frontera con Luxemburgo y el estado de Sarre.
El municipio integra la comunidad administrativa (en alemán, verbandsgemeinde) de Schweich an der Römischen Weinstraße.